# World Open
World Open – tidigare känd under namnen Professional Players Tournament, Grand Prix och LG Cup – är en professionell rankingturnering i snooker som bytt namn och sponsor flera gånger. Turneringen avgjordes första gången 1982 som Professional Players Tournament efter att snookerförbundet velat ha ytterligare rankingturneringar på touren.

## Historik

### Tidigare format
Turneringen har haft ett annorlunda format jämfört med resten av turneringarna på snookertouren. Fram till och med år 2005 bestod huvudturneringen av 64 spelare, jämfört med 32 för de andra turneringarna. Alla 32 topprankade spelarna gick alltså in i turneringen i detta skede. I övriga turneringar går de 16 högst rankade spelarna in i turneringen först vid sextondelsfinalerna.
Detta format har gjort att turneringen fått fler överraskningsvinnare genom åren än de övriga turneringarna. I nästan hälften av finalerna har den ene spelaren varit rankad utanför topp-16.

### Gruppspel 2006-2007
År 2006 fick turneringen ett nytt format då man införde gruppspel. De 48 spelarna (32 direktkvalificerade och 16 kvalspelare) delades in i 8 grupper med 6 spelare i varje, där alla mötte alla. De två bästa i varje grupp gick vidare till slutspelet vilket avgjordes som en vanlig utslagsturnering med åttondelsfinaler.
Detta år var även det första året som turneringen spelades i Aberdeen, Skottland. De senaste åren hade tävlingen hållits i Preston i England (dessförinnan bland annat i Reading), men efter att den skotska rankingturneringen försvunnit ur snookerkalendern så flyttades istället World Open dit.

### Fri lottning
År 2008 återfick turneringen formatet med direktutslagning efter att flera spelare, bl.a. Graeme Dott, klargjort att de ogillade gruppspelsformatet. Huvudturneringen består dock av 32 spelare istället för som tidigare 64. Ytterligare några förändringar genomfördes: Turneringen flyttade från Aberdeen till Glasgow, turneringen fick högre status i och med att dess rankingpoäng höjdes med 25%, och man införde fri lottning, vilket innebär att efter att varje omgång är slutspelad lottas de kvarvarande spelarna mot varandra utan hänsyn till seedning.

### Amatörer får delta
Inför Snookersäsongen 2010/2011 genomfördes flera stora förändringar på snookertouren:
- Namnet byttes från Grand Prix till World Open.
- Förutom de 96 spelarna på protouren kommer 32 amatörer att delta, däribland minst en kvinnlig spelare.
- De flesta matcherna kommer att avgöras i bäst av 5 frames.

### Flytt till Kina
Efter att BBC inför säsongen 2011/12 meddelat att man inte längre ville sända från fem turneringar (VM, UK Championship, Masters, Welsh Open och Grand Prix/World Open) utan nöja sig med de fyra förstnämnda, beslutades det att flytta World Open från Storbritannien till Kina, närmare bestämt Haikou på ön Hainan. Formatet gjordes om ytterligare en gång, denna gång till det mer "normala" rankingturneringsformatet med 32 spelare varav 16 direktkvalificerade. Inga amatörer kunde längre delta. Finalen kom att avgöras i bäst av 19 frames.

### Återkomst
Efter åren i Kina 2012–2014 återkom World Open som en rankingturnering 2016.

## Rekord

### Finalen 1985
Finalen 1985 mellan Steve Davis och Dennis Taylor (vilka för övrigt mötts i en minnesvärd VM-final några månader tidigare som Taylor vann) pågick i 10 timmar och 21 minuter. Det är den längsta endagsfinalen i snookerns historia.

### Finalen 2005
I finalen 2005 slog John Higgins två rekord:
- Han gjorde fyra centuries i rad i det sjunde, åttonde, nionde och tionde framet vilket ingen tidigare gjort i en rankingturnering.
- Han gjorde 494 poäng i rad utan att motståndaren (Ronnie O'Sullivan) gjorde något poäng vilket då var det högsta antalet någonsin i en professionell turnering. (Nuvarande rekord innehas av Ronnie O'Sullivan som gjorde 556 poäng i rad i matchen mot Ricky Walden under 2014 års Masters.)

## Vinnare
| År                              | Vinnare                                  | Motståndare                              | Resultat                                 | Plats                                    | Säsong                                   |
| Professional Players Tournament | Professional Players Tournament          | Professional Players Tournament          | Professional Players Tournament          | Professional Players Tournament          | Professional Players Tournament          |
| ------------------------------- | ---------------------------------------- | ---------------------------------------- | ---------------------------------------- | ---------------------------------------- | ---------------------------------------- |
| 1982                            | Ray Reardon                              | Jimmy White                              | 10 – 5                                   | Birmingham                               | 1982/83                                  |
| 1983                            | Tony Knowles                             | Joe Johnson                              | 9 – 8                                    | Bristol                                  | 1983/84                                  |
| Grand Prix                      |                                          |                                          |                                          |                                          |                                          |
| 1984                            | Dennis Taylor                            | Cliff Thorburn                           | 10 – 2                                   | Reading                                  | 1984/85                                  |
| 1985                            | Steve Davis                              | Dennis Taylor                            | 10 – 9                                   | Reading                                  | 1985/86                                  |
| 1986                            | Jimmy White                              | Rex Williams                             | 10 – 6                                   | Reading                                  | 1986/87                                  |
| 1987                            | Stephen Hendry                           | Dennis Taylor                            | 10 – 7                                   | Reading                                  | 1987/88                                  |
| 1988                            | Steve Davis                              | Alex Higgins                             | 10 – 6                                   | Reading                                  | 1988/89                                  |
| 1989                            | Steve Davis                              | Dean Reynolds                            | 10 – 0                                   | Reading                                  | 1989/90                                  |
| 1990                            | Stephen Hendry                           | Nigel Bond                               | 10 – 5                                   | Reading                                  | 1990/91                                  |
| 1991                            | Stephen Hendry                           | Steve Davis                              | 10 – 6                                   | Reading                                  | 1991/92                                  |
| 1992                            | Jimmy White                              | Ken Doherty                              | 10 – 9                                   | Reading                                  | 1992/93                                  |
| 1993                            | Peter Ebdon                              | Ken Doherty                              | 9 – 6                                    | Bournemouth                              | 1993/94                                  |
| 1994                            | John Higgins                             | Dave Harold                              | 9 – 6                                    | Derby                                    | 1994/95                                  |
| 1995                            | Stephen Hendry                           | John Higgins                             | 9 – 5                                    | Sunderland                               | 1995/96                                  |
| 1996                            | Mark Williams                            | Euan Henderson                           | 9 – 5                                    | Bournemouth                              | 1996/97                                  |
| 1997                            | Dominic Dale                             | John Higgins                             | 9 – 6                                    | Bournemouth                              | 1997/98                                  |
| 1998                            | Stephen Lee                              | Marco Fu                                 | 9 – 2                                    | Preston                                  | 1998/99                                  |
| 1999                            | John Higgins                             | Mark Williams                            | 9 – 8                                    | Preston                                  | 1999/00                                  |
| 2000                            | Mark Williams                            | Ronnie O'Sullivan                        | 9 – 5                                    | Telford                                  | 2000/01                                  |
| LG Cup                          |                                          |                                          |                                          |                                          |                                          |
| 2001                            | Stephen Lee                              | Peter Ebdon                              | 9 – 4                                    | Preston                                  | 2001/02                                  |
| 2002                            | Chris Small                              | Alan McManus                             | 9 – 5                                    | Preston                                  | 2002/03                                  |
| 2003                            | Mark Williams                            | John Higgins                             | 9 – 5                                    | Preston                                  | 2003/04                                  |
| Grand Prix                      |                                          |                                          |                                          |                                          |                                          |
| 2004                            | Ronnie O'Sullivan                        | Ian McCulloch                            | 9 – 5                                    | Preston                                  | 2004/05                                  |
| 2005                            | John Higgins                             | Ronnie O'Sullivan                        | 9 – 2                                    | Preston                                  | 2005/06                                  |
| 2006                            | Neil Robertson                           | Jamie Cope                               | 9 – 5                                    | Aberdeen                                 | 2006/07                                  |
| 2007                            | Marco Fu                                 | Ronnie O'Sullivan                        | 9 – 6                                    | Aberdeen                                 | 2007/08                                  |
| 2008                            | John Higgins                             | Ryan Day                                 | 9 – 7                                    | Glasgow                                  | 2008/09                                  |
| 2009                            | Neil Robertson                           | Ding Junhui                              | 9 – 4                                    | Glasgow                                  | 2009/10                                  |
| World Open                      |                                          |                                          |                                          |                                          |                                          |
| 2010                            | Neil Robertson                           | Ronnie O'Sullivan                        | 5 – 1                                    | Glasgow                                  | 2010/11                                  |
| 2012                            | Mark Allen                               | Stephen Lee                              | 10 – 1                                   | Haikou                                   | 2011/12                                  |
| 2013                            | Mark Allen                               | Matthew Stevens                          | 10 – 4                                   | Haikou                                   | 2012/13                                  |
| 2014                            | Shaun Murphy                             | Mark Selby                               | 10 – 6                                   | Haikou                                   | 2013/14                                  |
| 2016                            | Ali Carter                               | Joe Perry                                | 10 – 8                                   | Yushan                                   | 2016/17                                  |
| 2017                            | Ding Junhui                              | Kyren Wilson                             | 10 – 3                                   | Yushan                                   | 2017/18                                  |
| 2018                            | Mark Williams                            | David Gilbert                            | 10 – 9                                   | Yushan                                   | 2018/19                                  |
| 2019                            | Judd Trump                               | Thepchaiya Un-Nooh                       | 10 – 5                                   | Yushan                                   | 2019/20                                  |
| 2020-2023                       | Inställda på grund av Covid-19-pandemin. | Inställda på grund av Covid-19-pandemin. | Inställda på grund av Covid-19-pandemin. | Inställda på grund av Covid-19-pandemin. | Inställda på grund av Covid-19-pandemin. |
| 2024                            | Judd Trump                               | Ding Junhui                              | 10 – 4                                   | Yushan                                   | 2023/24                                  |